# Полонянкин, Алексей Иванович
Алексей Иванович Полонянкин (30 марта 1911 года, д.Новый Шагирт, Пермская губерния — 4 мая 1983 года, Калтан, Кемеровская область) — командир орудия батареи 76-мм пушек (873-й стрелковый полк, 276-я стрелковая дивизия, 38-я армия, 4-й Украинский фронт), сержант.

## Биография
Родился в деревне Новый Шагирт Осинского уезда Пермской губернии (в настоящее время Куединский район Пермского края) в семье крестьянина. Получил неполное среднее образование. Работал на шахте в городе Осинники Кемеровской области.
В мае 1941 года Кузедеевским райвоенкоматом был призван в ряды Красной армии. На фронтах Великой Отечественной войны с августа 1941 года. Участвовал в обороне Москвы.
В боях в Литве с 10 сентября по 15 октября 1944 года наводчик орудия красноармеец Полонянкин в одном из боёв при яростной контратаке противника огнём своего орудия, сдерживая  его, прямой наводкой уничтожил 20 солдат и офицеров противника. В бою у хутора Пасечный разбил дзот и пулемётное гнездо. Приказом по 276-й стрелковой дивизии от 3 ноября 1944 года он был награждён орденом Славы 3-й степени.
В боях с 14 по 22 января 1945 года возле населённого пункта Скочув (Силезское воеводство) огнём своего орудия разбил 5 пулемётов, подбил 2 автомашины с боеприпасами и уничтожил до взвода солдат противника, чем способствовал отражению крупных сил противника и удержанию полком занимаемых позиций.  Приказом по 1-й гвардейской армии от  6 апреля 1945 года он был награждён орденом Славы 2-й степени.
Командир орудия батареи 76-мм пушек сержант Полонянкин вместе с расчетом 15 апреля—8 мая 1945 года нанес врагу значительный урон в живой силе и технике. Так, в бою под городом Климковице (Чехия), выполняя обязанности выбывшего по ранению наводчика, Полонянкин подбил бронетранспортер, подавил 4 пулемётные точки, уничтожил свыше 10 пехотинцев. Указом Президиума Верховного Совета СССР от 15 мая 1946 года он был награждён орденом Славы 1-й степени.
Демобилизован в 1945 году. Работал в колхозе. Жил в городе Осинники, затем в подчинённом в то время городу рабочем посёлке Калтан. Работал на шахте «Шушталепская».
Скончался 4 мая 1983 года, похоронен в г. Калтан на Шушталепском кладбище.